# Château de Neuilly

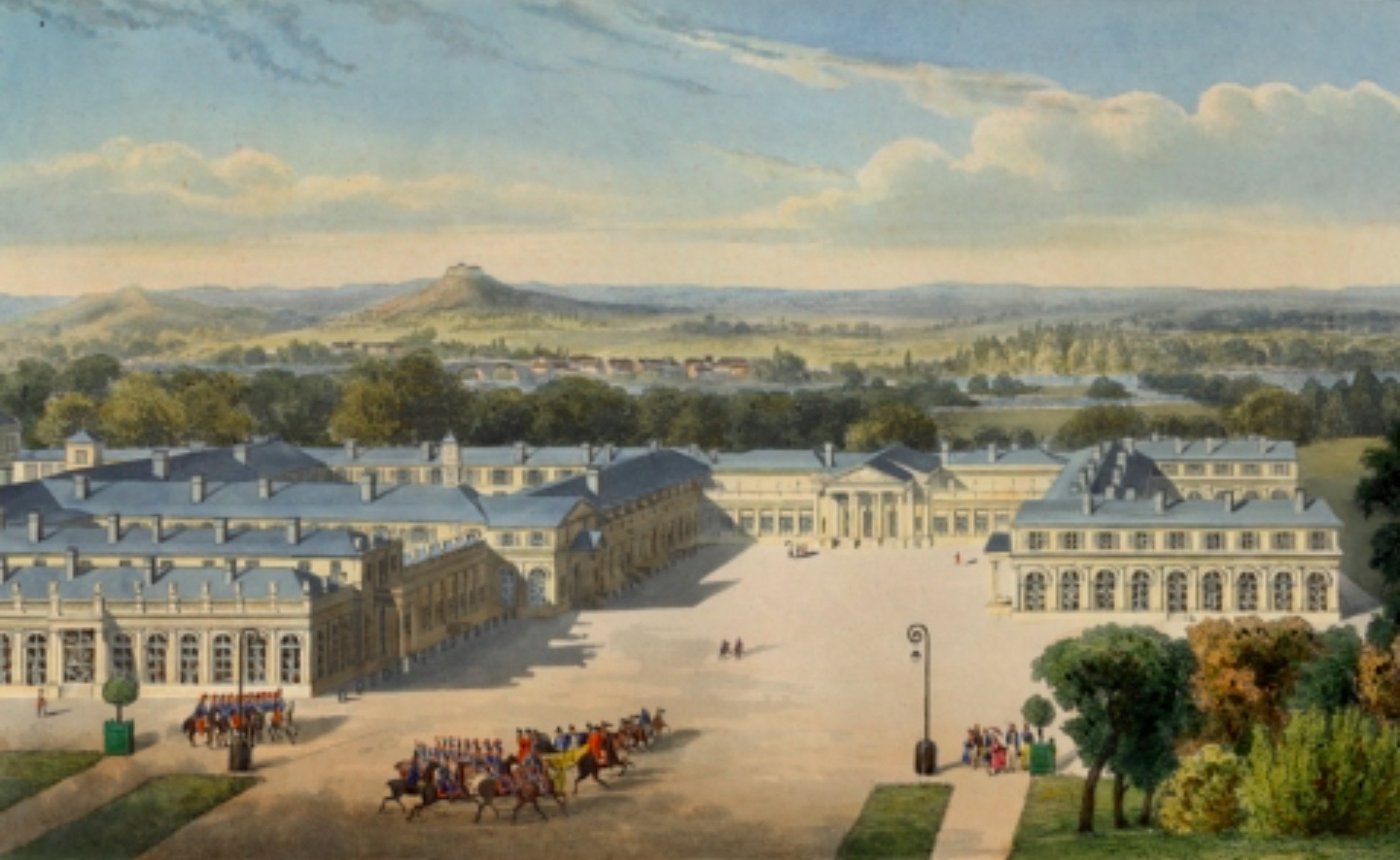
Vista do castelo de Neuilly-sur-Seine no século XIX.

O château de Neuilly é um antigo château em Neuilly-sur-Seine, França. Sua propriedade cobria um vasto parque de 170 hectares chamado "parque de Neuilly", que abrangia toda Neuilly, que hoje se encontra entre a avenue du Roule e a cidade de Levallois-Perret. O castelo foi construído em 1751 e foi destruído em grande parte em 1848. Uma ala do antigo castelo permanece, e foi integrada em um novo edifício do convento 